# Helga Albrecht
Helga Albrecht (* 1955 in Berlin) ist eine deutsche Hebamme und war von 2006 bis 2009 Präsidentin des Deutschen Hebammenverbandes (DHV).
Albrecht legte 1976 ihr Hebammenexamen an der Frauenklinik Berlin-Neukölln ab und war danach bis 1995 in Vollzeit im Kreißsaal tätig, danach in Teilzeit in verschiedenen Kliniken. Seit 1983 arbeitete sie zudem freiberuflich mit Geburtsvorbereitung, Rückbildungsgymnastik und Wochenbettbetreuung, von 1996 bis 2000 auch in der Hausgeburtshilfe. Seit 1996 war sie ausschließlich freiberuflich tätig.
Neben ihrer praktischen Tätigkeit als Hebamme war Albrecht von 1991 bis 1998 Landesvorsitzende des Hebammenverbandes Schleswig-Holstein, von 1997 bis 2002 Präsidiumsmitglied des Bundes Deutscher Hebammen (BDH) als Beirätin für die Freiberuflichkeit. Am 18. November 2005 wurde sie, als Nachfolgerin von Magdalene Weiß, zur Präsidentin des BDH gewählt, der während ihrer Amtszeit in Deutscher Hebammenverband umbenannt wurde. Sie blieb bis November 2009 im Amt.
Helga Albrecht ist verheiratet und hat zwei Kinder (* 1979 und 1980).

## Quelle
- https://www.ifilm.ch/viktoria11/artikel/Helga_Albrecht.html

| Personendaten    | Personendaten                                                           |
| ---------------- | ----------------------------------------------------------------------- |
| NAME             | Albrecht, Helga                                                         |
| KURZBESCHREIBUNG | deutsche Hebamme, ehemalige Präsidentin des Deutschen Hebammenverbandes |
| GEBURTSDATUM     | 1955                                                                    |
| GEBURTSORT       | Berlin                                                                  |